# 劉銳 (運動員)
劉銳（1982年3月13日—），黑龙江哈爾濱人，中國冰壺運動員兼現任中國男子冰壺隊隊長。他於2002年起參與國際賽事。2006年，曾在泛太平洋區錦標賽中取得季軍。翌年，又替中國隊在亞洲冬季運動會獲得銅牌，又在同年的泛太平洋區錦標賽中奪冠。
2008年，劉銳和其隊友在世界錦標賽取得殿軍。2010年，他參加冬季奧運會，最終以第7名完成賽事。之後，他在2011年至13年間三度在泛太平洋區錦標賽取得冠軍。2014年，他第二度參與冬季奧運會，最终和他的队友获得殿軍。

## 資料來源
1. ↑  "冰壶队教练相信会发生奇迹 王冰玉：索契人热情" （页面存档备份，存于） 搜狐体育 2012 2 4
2. ↑  .   [2014-02-10]. （原始内容存档于2014-02-11）.